# Латинские панегирики
Лати́нские панеги́рики (лат. Panegyrici latini) — сборник 12 древнеримских речей. Авторство большинства из них остаётся анонимным, однако, первый из панегириков принадлежит Плинию Младшему.
Стиль панегириков соответствует стилю галльских панегиристов. Оригинальный манускрипт обнаружил в 1433 году епископ Феррары Джованни Ауриспа. Оригинал не сохранился до наших дней. Помимо речи Плиния в сборник вошло прославление императора Феодосия Великого, написанное знаменитым галльским ритором Пакатом Дрепанием, а также речь Клавдия Мамертина в честь императора Юлиана II и речь Назария в честь императора Константина Великого.